# Paragat

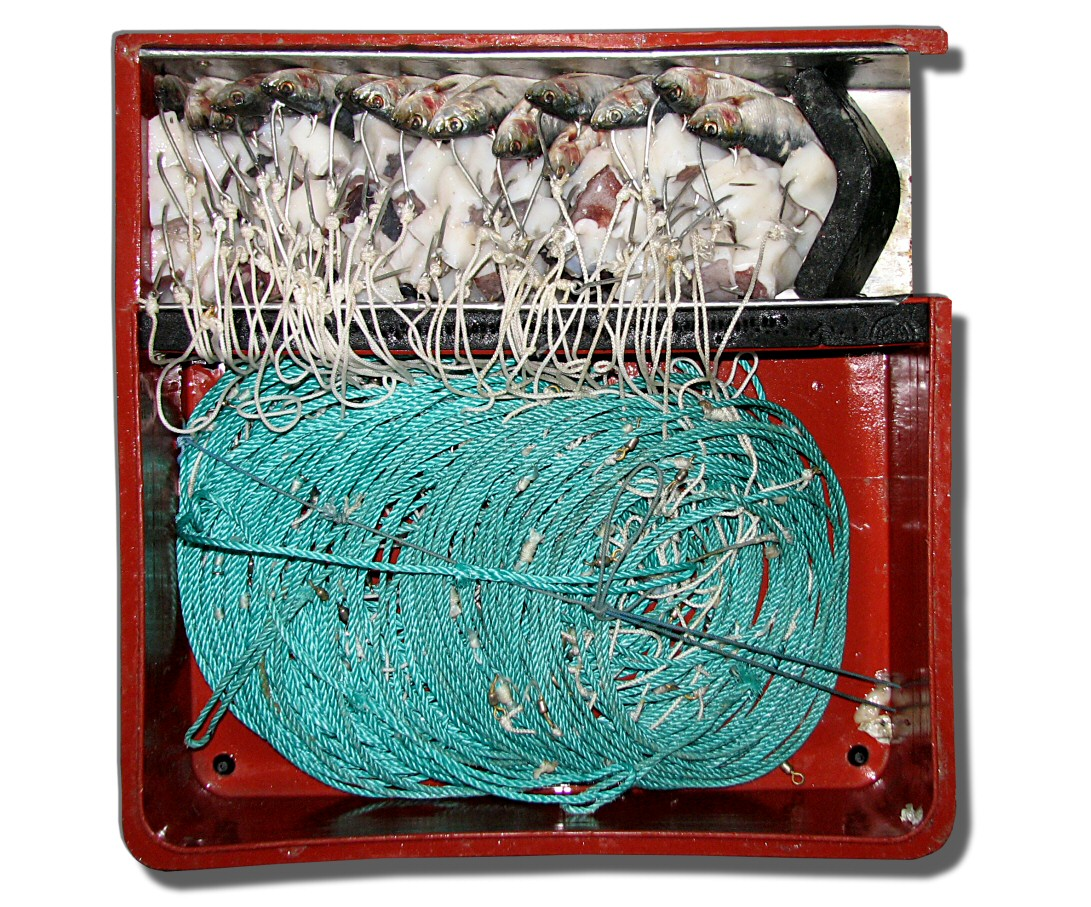
Paragat

Paragatul este o unealtă de pescuit marin, formată dintr-un șir de cârlige cu nadă, fixate de un odgon, care este folosită mai ales la pescuitul calcanului și al sturionilor. 
Din punct de vedere constructiv paragatul este un pripon (șir de cârlige cu nadă pentru pescuit) constituit dintr-o frânghie orizontală numită linie principală (ana) de care sunt prinse cârligele, de mărime mijlocie, la distanțe de 2,6-4 m unul de altul prin intermediul unor sfori verticale (petile) de 0,6 m lungime. Numărul maxim de cârlige pe paragat nu trebuie să depășească 100 de bucăți. Ca nadă se folosesc momeli naturale (aterine sau hamsii). Paragatele se instalează în mare, având un capăt prins la o frânghie fixată pe fundul mării sau de care se leagă un bolovan, iar la capătul opus o tivgă sau o mică geamandură pentru semnalizare. Paragatele pot fi pe fund (paragate de fund) sau în masa apei (paragate pelagice). 
Cu ajutorul paragatelor se pescuiesc calcanul, sturionul, peștele spadă, tonul, halibutul, rechinii, batoideii, codul, codul negru, peștele sabie etc.